# Heliconia chartacea
Heliconia chartacea es una especie de plantas de la familia Heliconiaceae.

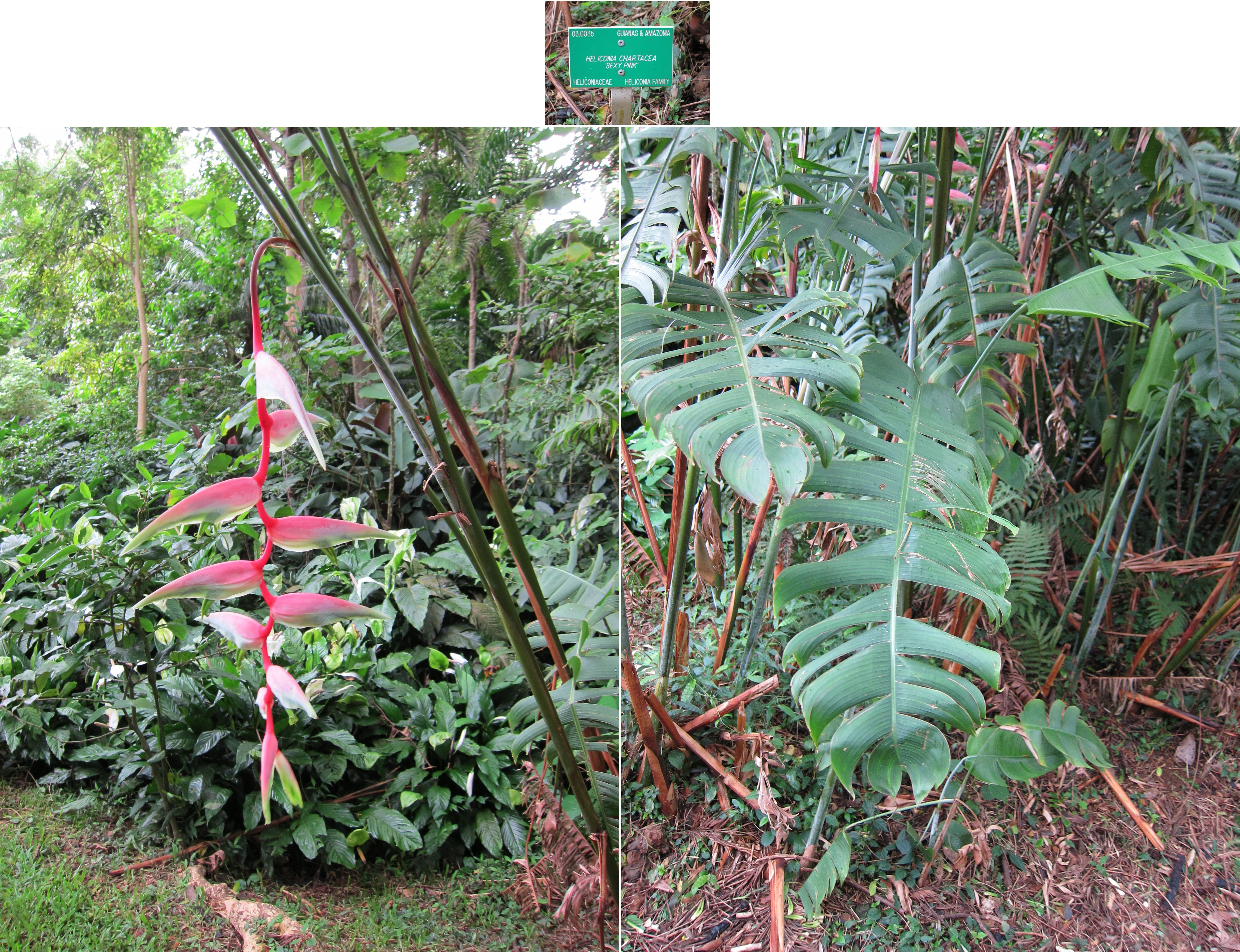
Vista de la planta

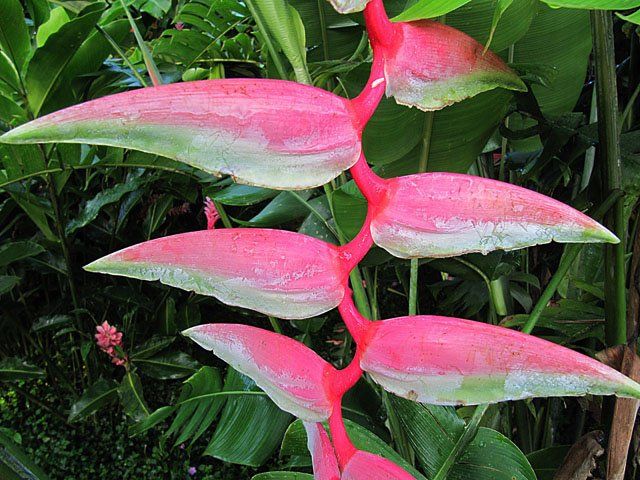
Detalle de las flores

## Características
Planta herbácea, con grandes hojas alternas y oblongas, como las de su pariente la banana. Puede crecer hasta los 7-8 m de altura, y formar grandes macizos con la edad.
Los tallos florales son pendulares. El color rosa brillante de las brácteas de la flor es raro entre las heliconias, por lo que es muy fácil de identificar. La vistosa parte rosa de las grandes inflorescencias colgantes son en realidad las brácteas cerosas (hojas modificadas) y medio ocultas en el interior se encuentran las verdaderas flores, pequeñas y de color verde.  Es polinizada por los colibríes ermitaños, cuyos picos curvados están perfectamente adaptados a las flores de forma curva para poder recoger el néctar, su principal fuente de alimento.  Algunas especies, como el Glaucis hirsuta, también utilizan la planta para anidar.
Los frutos, de color azul-negro, contienen 3 semillas muy duras capaces de permanecer en el suelo durante largo tiempo en estado de latencia. Son comidos por una gran variedad de aves, incluyendo tángaras y tordos.

## Distribución y hábitat
Es originaria de los trópicos de América, principalmente de las Guayanas y Brasil, es una especie común de las tierras altas que vegeta bien en ecosistemas alterados: bosques secundarios jóvenes y cultivos abandonados, a menudo se encuentra cerca de lugares habitados.

## Taxonomía
Heliconia chartacea fue descrita por  Lane ex Barreiros y publicado en Revista Brasileira de Biologia 32: 205–207. 1972.
Etimología
Heliconia: nombre genérico que hace referencia a la montaña griega Helicón, lugar sagrado donde se reunían las Musas.
chartacea epíteto latino que significa "como el papel".
Sinonimia
- Heliconia chartacea var. chartacea	[3]